# 라 모타 전투
라 모타 전투(Battaglia de La Motta) 또는 비첸차 전투(battaglia di Vicenza)는 1513년 10월 7일 베네치아 공화국의 베네토 스키오에서 베네치아 공화국군과 스페인, 신성 로마 제국 연합군 사이에 벌어진 전투로, 캉브레 동맹 전쟁에서 중요한 전투 중 하나였다. 바르톨로메오 달비아노가 지휘하는 베네치아군은 라몬 데 카르도나와 페르난도 다발로스.가 지휘하는 스페인/신성 로마 제국군에 결정적 패배를 당했다.

## 배경
베네치아군 지휘관 바르톨로메오 달비아노는 예상치 못하게 프랑스의 지원없이 베네토 지역으로 퇴각했고, 라몬 데 카르도나가 이끄는 스페인군에 가깝게 추적당하였다. 반면 스페인군은 파도바를 점령할 수 없었고, 그들은 베네치아 영토에 깊숙히 들어가 9월에는 베네치아 시를 눈앞에 두었다. 스페인의 나폴리 부왕 라몬 데 카르도나는 베네치아에 포격을 하였고 이는 거의 피해가 없었으며 그때는 석호를 지나갈 배들이 없었기에, 롬바르디아로 향했다. 수 백명의 병사들과 베네치아 귀족 자원병, 대포와 그밖에 지원등을 얻은 달비아노는 스페인군이 베네토 지역 밖으로 나가지 못하게 할 의도로 주도권을 갖고 카르도나의 군대를 추적했다.

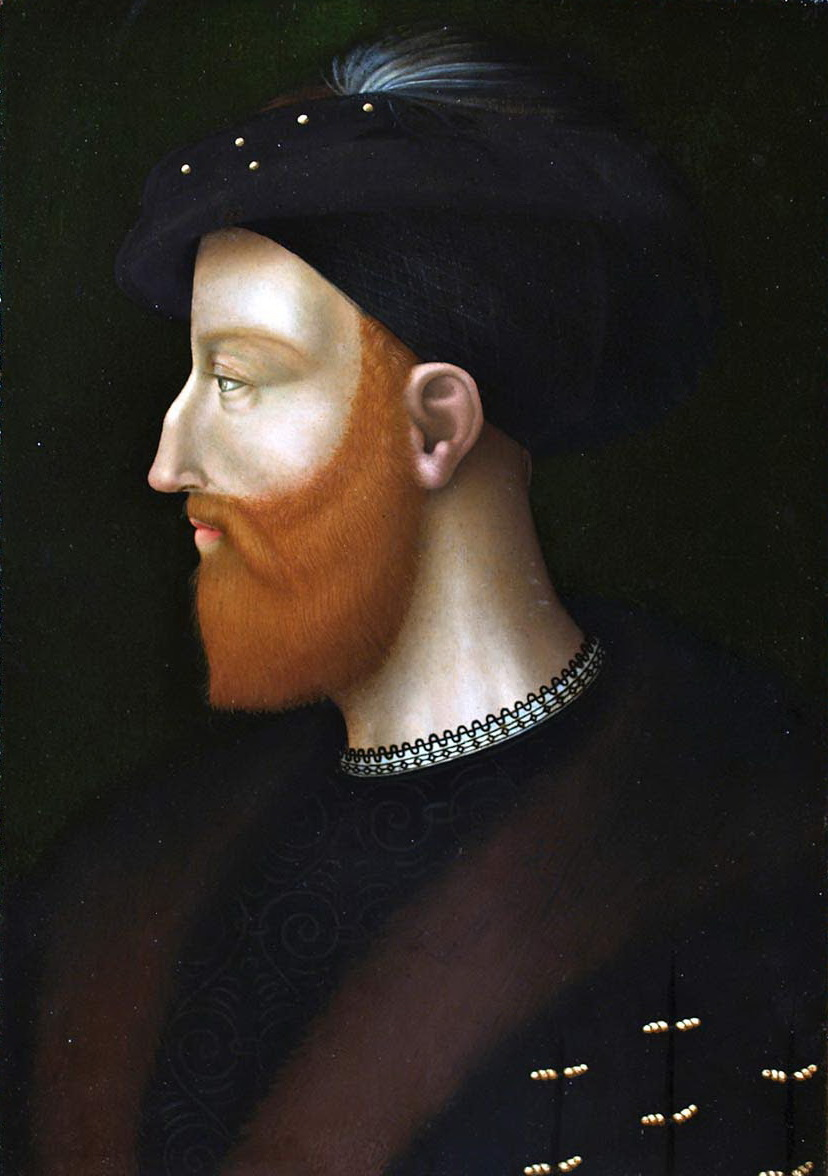
페스카라 후작 페르난도 다발로스는 라 모타 전투에서 스페인 보병대의 지휘관이다.

## 교전

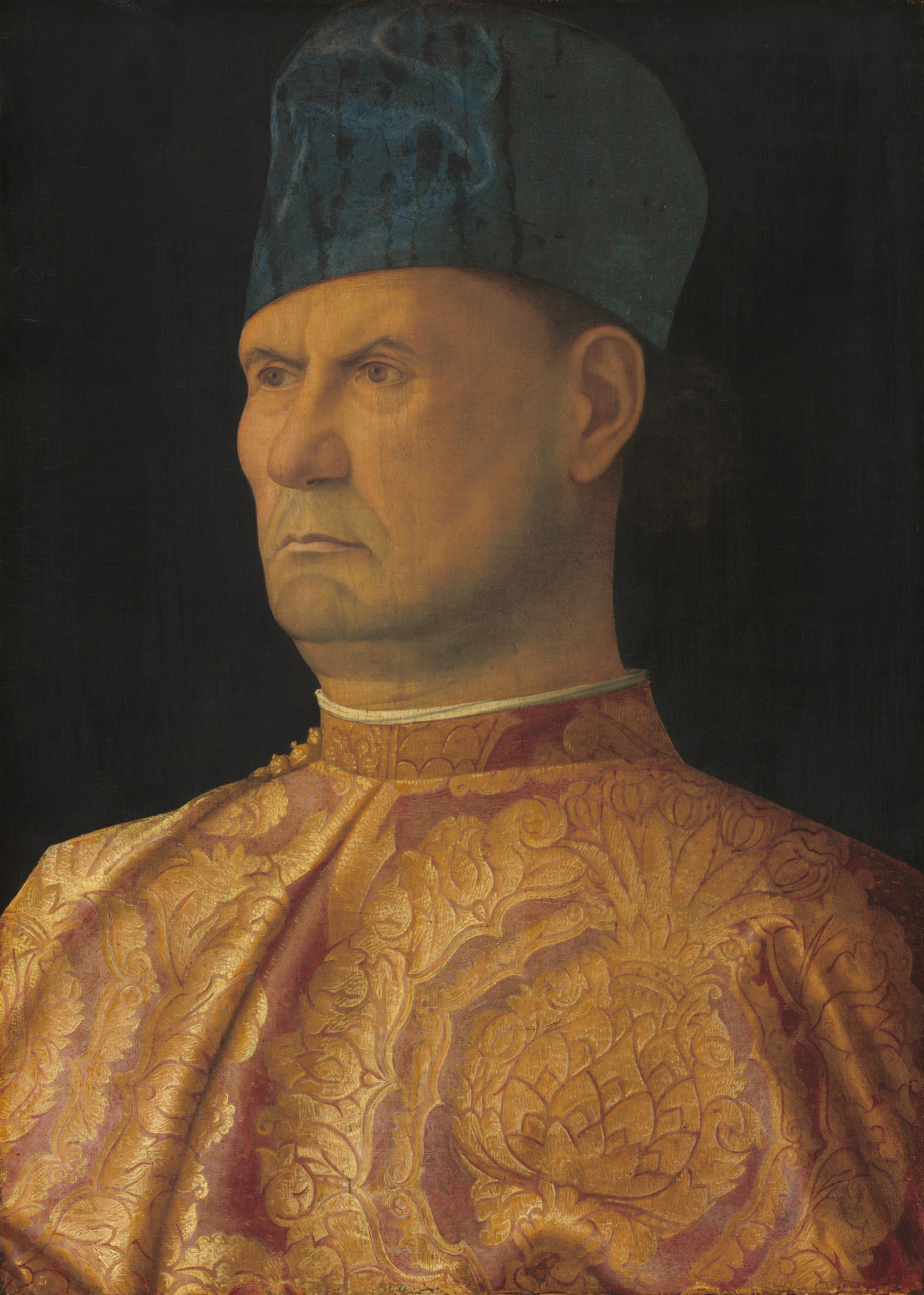
조반니 벨리니가 그린 바르톨로메오 달비아노로 여겨지는 초상화.

바르톨로메오 달비아노가 이끄는 베네치아군은 마침내 1513년 10월 7일 이탈리아 북동부의 도시 비첸차 외각에서 카르도나의 군대와 마주쳤다. 페르난도 다발로스와 게오르크 폰 프룬츠베르크가 지휘하는 7,000명으로 구성된 스페인과 독일 보병들은 진형을 잘 잡았고 교전 준비가 되어 있어, 베네치아군을 상대로 강력한 돌격을 개시하여, 베네치아군의 수 천명의 사상자 (4,500명 이상)들을 발생시켰다. 이는 심각한 충격이었고 베네치아군이 퇴각하게 만들어 달비아노군 전체가 흩어지게 하였다.
두 지휘관의 병력들은 1513년 나머지 기간과 1514년 전체 동안 이탈리아 북동부 지역인 프리울리베네치아줄리아주에서 유격전을 계속 벌였다.

## 여파
베네치아군은 스페인군에게 완패했지만 신성 동맹은 이 승리를 이어가는 데 실패했다. 1515년 1월 1일에 프랑스의 왕 루이 12세의 죽음으로 프랑수아 1세가 왕위를 이어받았다. 대관식에서 밀라노 공작 작위를 받은 프랑수아는 즉시 이탈리아에 있는 그의 권리를 되찾기 위해 움직였다. 스위스와 교황령 연합군은 그에 맞서 알프스를 통과하는 걸 막기 위해 밀라노에서 북쪽으로 이동했지만, 프랑수아는 주요 진로를 피하고 대신에 스튀라 계곡을 통해 진격했다. 프랑스 선봉대는 빌라프란카에서 밀라노 기병대를 기습했고, 프로스페로 콜론나를 붙잡았다. 한편 프랑수와 프랑스 주요 병력들은 9월 13일 마리냐노 전투에서 스위스군과 마주쳤다.

## 같이 보기
- 캉브레 동맹 전쟁
- 마리냐노 전투
- 이탈리아 전쟁
- 이탈리아 전쟁 전투 목록

## 참고 자료
- Norwich, John Julius. A History of Venice. New York: Vintage Books (1989) ISBN 0-679-72197-5.
- Kamen, Henry. Empire: How Spain Became a World Power 1492–1763. New York: HarperCollins (2003) ISBN 0-06-019476-6.
- Taylor, Frederick Lewis. The Art of War in Italy 1494–1529. Cambridge University Press, 1921. Westport: Greenwood Press (1973) ISBN 0-8371-5025-6.
- Montgomery, Bernard Law. A History of Warfare. New York: World Publishing Company (1968) ISBN 0-688-01645-6.
- 프란체스코 귀차르디니. The History of Italy. Translated by Sydney Alexander. Princeton: Princeton University Press (1984) ISBN 0-691-00800-0.
- Mallet, Michael and Shaw, Christine. The Italian Wars 1494–1559. Harlow: Pearson Educated Limited (2012) ISBN 978-0-582-05758-6.
- Baumann, Reinhard. Georg von Frundsberg. München: Süddeutscher Verlag (1984) ISBN 3-7991-6236-4.